# پابنا
پابنا (به لاتین: Pabna) یک منطقهٔ مسکونی در بنگلادش است که در ناحیه پابنا واقع شده‌است. پابنا ۲۷٫۴۳ کیلومتر مربع مساحت دارد ۱۶ متر بالاتر از سطح دریا واقع شده‌است.